# Joakim Vilhelm Lützow
Joakim Vilhelm Lützow, född 8 oktober 1636 i Mecklenburg, död 4 januari 1699, var en svensk militär.

## Biografi
Joakim Vilhelm Lützow föddes 1636 i Mecklenburg. Han blev 5 juli 1668 hovmarskalk hos drottning Hedvig Eleonora. Lützow naturaliserades som svensk adelsman 5 juli 1668 under namnet Lützow och introducerades 1668 i Sveriges Riddarhus som nummer 733. Han mördades 4 januari 1699 och begravdes i Frötuna kyrka, där hans vapen sattes upp.

### Egendom
Lützow ägde Rånäs i Fasterna socken.

### Familj
Lützow gifte sig första gången 17 februari 1670 på Stockholms slott med kammarjungfrun Henrika von der Lühe (1638–1671) hos änkedrottningen Hedvig Eleonora. Han gifte sig andra gången med friherrinnan Ebba Sperling, dotter till generalmajoren och generalguvernören Casper Otto Sperling och Elin Ulfsparre af Broxvik. De fick tillsammans barnen Otto Vilhelm Lützow (1676–1694), Claes Christoffer Lützow och Helena Lützow (1685–1734).